# Neuville-en-Condroz
Pour les articles homonymes, voir Neuville.
Neuville-en-Condroz (en wallon Li Nouve Veye e Condroz) est une section de la commune belge de Neupré située en Région wallonne dans la province de Liège.
C'était une commune à part entière avant la fusion des communes de 1977, date à laquelle elle passa de l'arrondissement de Huy à celui de Liège.
La commune fut créée sous le régime français et baptisée ainsi par allusion au fief et au château de La Neuville. La mention « en-Condroz » lui fut ajoutée pour la distinguer de Neuville-sous-Huy.

## Démographie
- Sources : INS, Rem. : 1831 jusqu'en 1970 = recensements, 1976 = nombre d'habitants au 31 décembre.